# Криволапов, Виктор Александрович
Виктор Александрович Криволапов (4 марта 1951, Москва, СССР) — советский хоккеист, вратарь.

## Биография
Воспитанник детской спортивной школы «Спартака». С 1968 года в команде мастеров. В первой половине 70-х соперничал с Виктором Зингером за место основного вратаря команды. Отличался великолепной реакцией. Чемпион СССР 1976 года, двукратный обладатель Кубка СССР. Дважды входил в список лучших хоккеистов страны (1973, 1975).
Чемпион Европы среди юниоров 1970. В сборной СССР дебютировал 3 марта 1975 года. В Ландсхуте советские хоккеисты победили хозяев в товарищеском матче. На престижном турнире газеты «Известия» провёл два матча со сборными Чехословакии и Швеции. Чемпион мира и Европы 1975. На турнире провёл три матча (два против поляков и один со шведами).
В сезоне 1977/78 был дублёром Александра Пашкова в воскресенском «Химике». В следующем чемпионате возвратился в «Спартак», но закрепиться в основном составе не сумел. На первых ролях в московском клубе был более молодой Виктор Дорощенко. В середине сезона перешёл в «Ижсталь», которая выиграла турнир среди команд первой лиги. В ижевской команде начал и следующий чемпионат, а заканчивал в ленинградском СКА. Всего в высшей лиге СССР провёл 172 матча. Заканчивал выступления в команде первой лиги — воронежском «Буране» (1980—1982).

## Достижения
- Чемпион мира и Европы — 1975.
- Чемпион СССР — 1976.
- Серебряный призёр — 1973.
- Бронзовый призёр — 1972, 1975.
- Обладатель Кубка СССР — 1970, 1971.

## Статистика
|                     |                       |                     | Регулярный сезон | Регулярный сезон | Регулярный сезон | Регулярный сезон | Регулярный сезон |
| Сезон               | Команда               | Лига                | Игр              | М                | ПШ               | «0»              | КН               |
| ------------------- | --------------------- | ------------------- | ---------------- | ---------------- | ---------------- | ---------------- | ---------------- |
| 1969/70             | «Спартак» (Москва)    | высшая              | 12               |                  |                  |                  |                  |
| 1970/71             | «Спартак»             | высшая              | 21               |                  |                  |                  |                  |
| 1971/72             | «Спартак»             | высшая              | 23               |                  | 83               |                  |                  |
| 1972/73             | «Спартак»             | высшая              | 23               |                  | 65               |                  |                  |
| 1973/74             | «Спартак»             | высшая              | 23               |                  | 104              |                  |                  |
| 1974/75             | «Спартак»             | высшая              | 30               |                  | 103              |                  |                  |
| 1975/76             | «Спартак»             | высшая              | 15               |                  | 59               |                  |                  |
| 1976/77             | «Спартак»             | высшая              | 1                |                  | 1                |                  |                  |
| 1977/78             | «Химик» (Воскресенск) | высшая              | 12               |                  | 48               |                  |                  |
| 1978/79             | «Спартак»             | высшая              | 2                |                  | 9                |                  |                  |
| 1978/79             | «Ижсталь» (Ижевск)    | первая              | 19               |                  |                  |                  |                  |
| 1979/80             | «Ижсталь»             | высшая              | 5                |                  | 32               |                  |                  |
| 1979/80             | СКА (Ленинград)       | высшая              | 5                |                  | 32               |                  |                  |
| 1980/81             | «Буран» (Воронеж)     | первая              |                  |                  |                  |                  |                  |
| 1981/82             | «Буран»               | первая              |                  |                  |                  |                  |                  |
| Всего в высшей лиге | Всего в высшей лиге   | Всего в высшей лиге | 172              |                  |                  |                  |                  |